# Begadkefat
Begadkefat, en hébreu « בֶּגֶ״ד כֶּפֶ״ת », est un terme mnémotechnique et le nom donné à un phénomène de lénition affectant les consonnes occlusives non emphatiques de l'hébreu biblique et de l'araméen lorsqu'elles sont précédées d'une voyelle et non géminées, ce qui se traduit graphiquement par la perte de leur daguech doux.
Le phénomène est attribué aux consonnes allophoniques suivantes :
| lettre | lettre | occlusive |         | fricative                                                                         |
| ------ | ------ | --------- | ------- | --------------------------------------------------------------------------------- |
| beth   | ב ܒ    | [b]       | devient | [β] en hébreu biblique / mishnaïque a évolué en [v] en hébreu israélien standard  |
| gimel  | ג ܓ    | [ɡ]       | devient | [ɣ] en hébreu biblique / mishnaïque est revenu à [ɡ] en hébreu israélien standard |
| dalet  | ד ܕ    | [d]       | devient | [ð] en hébreu biblique / mishnaïque est revenu à [d] en hébreu israélien standard |
| kaf    | כ ܟ    | [k]       | devient | [x] en hébreu biblique / mishnaïque a évolué en [χ] en hébreu israélien standard  |
| pe     | פ ܦ    | [p]       | devient | [ɸ] en hébreu biblique / mishnaïque a évolué en [f] en hébreu israélien standard  |
| tav    | ת ܬ    | [t]       | devient | [θ] en hébreu biblique / mishnaïque est revenu à [t] en hébreu israélien standard |

Le nom du phénomène est composé de ces six consonnes, mêlées de voyelles au hasard pour la prononciation : BeGaDKePaT. Le terme hébreu « בֶּגֶ״ד כֶּפֶ״ת » désigne les lettres elles-mêmes plutôt que le phénomène de spirantisation.

## Histoire
Le Begedkefet s'est développé en hébreu biblique sous l'influence de l'araméen. Son époque d'émergence peut être trouvée en notant que les phonèmes du vieil araméen /θ/ et /ð / ont disparu au 7e siècle av. J.-C. Ils ont persisté en hébreu jusqu'au IIe siècle de notre ère.
En hébreu moderne, en hébreu séfarade et dans la plupart des formes d'hébreu mizrahi, trois des six lettres, ב (bet), כ (kaf) and פ (pe), désignent toujours chacun une paire de variantes occlusive ou fricative. Cependant, en hébreu moderne, ces variantes ne sont plus purement allophoniques. Bien que les variantes orthographiques de ג (gimel), ד (dalet) and ת (tav) existent toujours, la prononciation de ces lettres reste toujours acoustiquement et phonologiquement indiscernable. 
En hébreu ashkénaze et en yiddish empruntés à l'hébreu ashkénaze, le dagesh dénote toujours une variante fricative [s], sous l'influence du yiddish, qui divergeait de la prononciation de l'hébreu biblique / mishnaïque [θ].
La seule prononciation hébraïque actuelle qui préserve la distinction de toutes les lettres du begadkefat est l'hébreu yéménite ; cependant, en hébreu yéménite, le son de gimel avec dagesh est une consonne affriqué palato-alvéolaire voisée [d͡ʒ], sous l'influence de l'arabe judéo-yéménite, qui a divergé de la prononciation de l'hébreu biblique / mishnaïque [ɡ].
Le nom de Begedkefet est aussi donné à des cas similaires de spirantisation de explosives post-vocaliques dans d'autres langues ; par exemple, dans la langue berbère de Djerba. Les langues celtiques ont un système similaire.

## Orthographe
En hébraïque avec niqqud, un point au centre d'une de ces six lettres, appelée dagesh ( ּ), signale une articulation explosive :
- au début d'un mot, ou après une consonne, auquel cas il est dit doux, dagesh qal) ;
- lorsque le son est - ou était historiquement - géminé, auquel cas il est dit dur, dagesh ẖazaq) ;
- dans certains mots hébreux modernes indépendamment de ces conditions[2].

Un trait, semblable à un macron, placé au-dessus de celui-ci, appelé rafe, marque en yiddish (et rarement en hébreu) l'articulation fricative.